# Der er en der skal dø
Der er en der skal dø er en dansk kortfilm fra 2013 instrueret af Thomas Porsager efter eget manuskript.

## Handling
Filmen handler om en ung pige, der flytter hjemmefra.